# Vũ trụ Marvel
Vũ trụ Marvel (tên gốc tiếng Anh: Marvel Universe) là một vũ trụ hư cấu, nơi diễn ra hầu hết những câu chuyện trong truyện tranh Mỹ và một số media khác do Marvel Comics xuất bản. Những siêu đội như Avengers, X-Men, Bộ tứ siêu đẳng, Vệ binh dải Ngân Hà,  Defenders, Inhumans và một số siêu anh hùng Marvel khác cũng sống trong vũ trụ này, bao gồm các nhân vật như Iron Man, Thor, Hulk, Captain America, Daredevil, Wolverine, Black Panther, Doctor Strange,  Blade, Ghost Rider, the Punisher, Deadpool, Silver Surfer, và nhiều nhân vật khác.
Vũ trụ Marvel được miêu tả là một "đa vũ trụ" bao gồm hàng nghìn các vũ trụ riêng biệt, tất cả đều do Marvel Comics sáng tạo ra.